# Keeler (cráter marciano)
Keeler es un cráter de impacto del planeta Marte situado al sur del cráter Wright y al norte de Trumpler, un cráter nuevo que ocupa buena parte del diámetro de Keeler, a 61.0° sur y 151.3º oeste. El impacto causó un boquete de 95.0 kilómetros de diámetro. El nombre fue aprobado en 1973 por la Unión Astronómica Internacional, en honor al astrónomo estadounidense James Edward Keeler (1857 - 1900).
|  |  |